# Vodanj
Vodanj (cyr. Водањ) – wieś w Serbii, w okręgu podunajskim, w mieście Smederevo. W 2011 roku liczyła 1206 mieszkańców.